# Kafenío

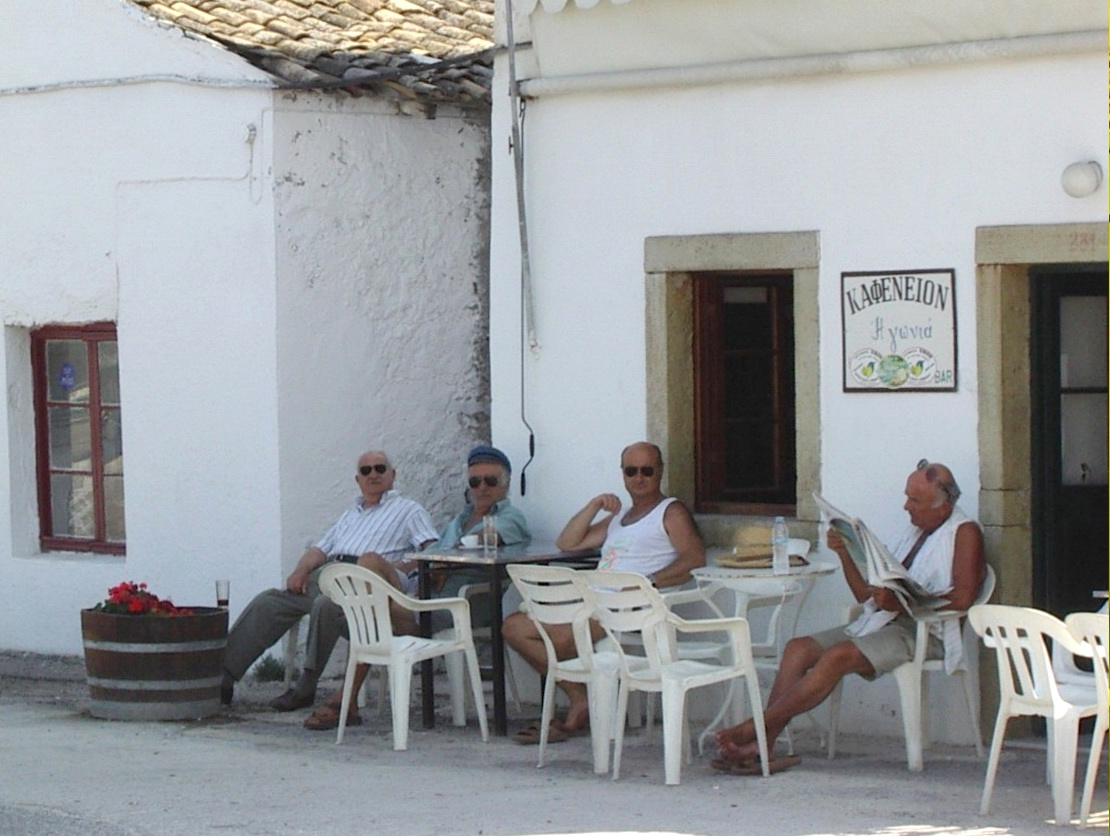
Un kafenío typique à Gaios, sur l’île de Paxos.

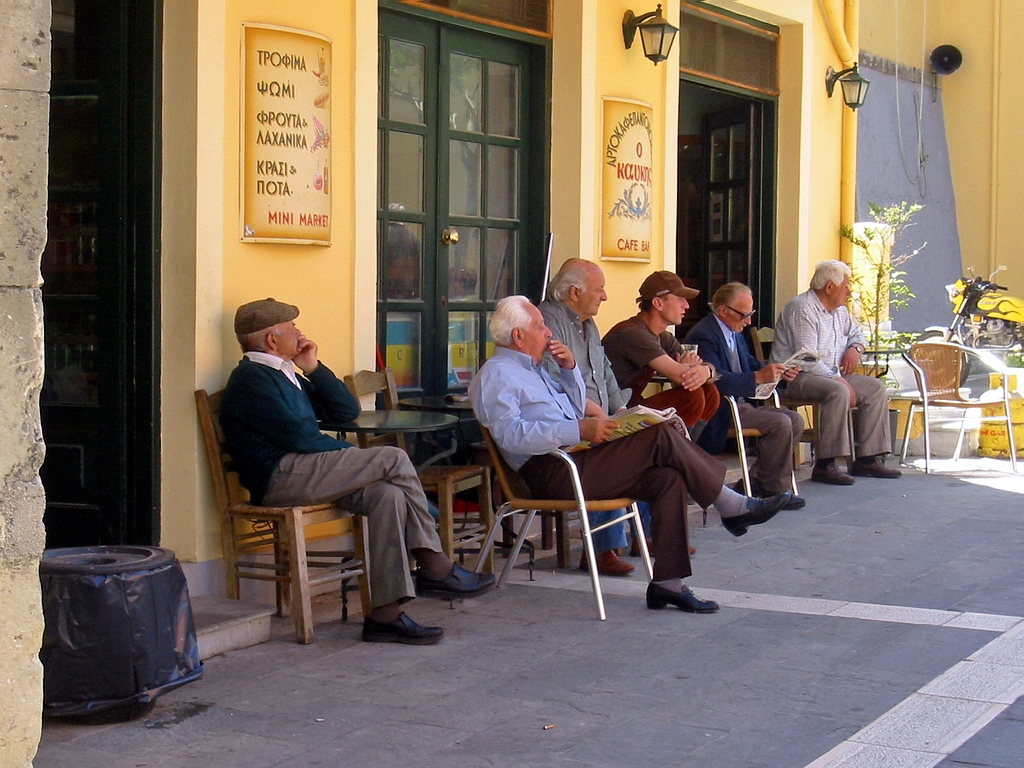
Des hommes devant un kafenio sur l'île de Corfou.

Le kafenío (en grec καφενείο, katharévousa καφενεῖον) désigne la maison de café traditionnelle grecque. 
Le kafenío est en général le lieu social central d’un village ou d’un quartier d’une ville. C’est là que l’on se rencontre après le travail pour discuter, jouer aux cartes ou au tavli (une variante du backgammon), ou simplement pour se détendre en jouant avec un komboloï en observant les passants. Les boissons courantes que l'on y sert sont le café grec (Cafés Ellinikós), en été le café frappé, de la bière, de la retsina ou de l’ouzo avec des mezedes (petites entrées). Durant la journée ce sont en général uniquement les hommes âgés du village qui s'y retrouvent. L'aménagement d'un kafenío est souvent sobre et le mobilier se résume aux chaises grecques typiques en bois et à de petites tables en bois ou métalliques, le tout sur fond de murs blanchis à la chaux qui transmettent cette atmosphère si typique qui est désormais immortalisée sur de nombreuses cartes postales.
Pour les touristes il est important de savoir qu'un kafenío ne sert rien à manger. Pour cela il faut en effet se rendre dans une tavérna. Les kafenía sont toujours des entreprises familiales, souvent aussi anciennes que le village lui-même et les prix qui y sont pratiqués sont souvent inférieurs à ceux des tavernes, des restaurants ou des bars fréquentés par les touristes. Le rôle social central des kafenía était illustré par le fait qu'il y a vingt ans à peine, ils étaient encore souvent le seul lieu équipé d'un téléphone dans le village ou le district et la personne à qui on téléphonait était prévenue par mégaphone.
Traditionnellement, le kafenío était réservé aux hommes et les femmes n'y étaient pas bien vues. Dans les kafenía de la nouvelle génération (qui sont souvent désignés par « Café-Bar »), ceci n'est plus d'actualité. Et pour les voyageurs, cette règle était de toutes façons toujours contournée, même dans les anciens kafenía traditionnels.
Une évolution moderne de ces locaux est la récupération de la désignation traditionnelle « kafenío » pour des bars-restaurants pratiquant des prix élevés dans les régions touristiques.